# Saturn I
A Saturn I volt az első olyan amerikai hordozórakéta, amelyet – bár katonai célból indult a fejlesztése – kizárólag űrrepülési célokra használtak. A NASA ezen a hordozórakétán próbálta először ki az ún. "cluster-technológiát", azaz azt az építési módot, amelyben több rakétahajtóművet építettek be egy rakétafokozatba, ezzel növelve a tolóerőt. A Saturn I abban is első volt, hogy a világon legelőször alkalmaztak benne hidrogén-oxigén hajtóművet.
A NASA 10 darab Saturn I-et indított 1961 – 1965 között, de ez mind kísérleti indítás volt, egyetlen alkalommal sem vitt embereket szállító űrhajót (vagy "éles" műholdat). Később a folyamatosan zajló fejlesztés eredményeképpen létrehozott, nagyobb tolóerejű első és teljesen újratervezett második fokozattal ellátott Saturn IB váltotta fel 1966-ban.

## A fejlesztés története

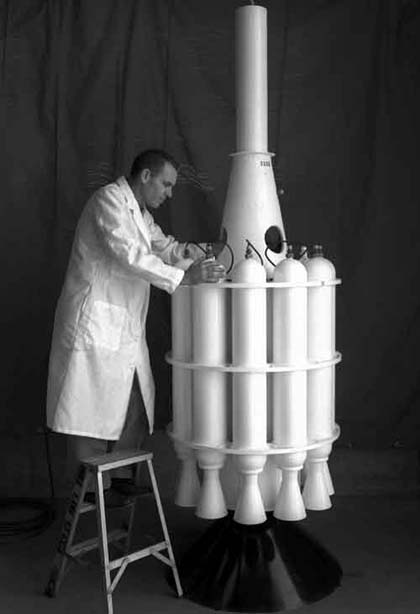
A Juno második fokozata, jól látható a „cluster” építési mód

A Saturn I rakéta amolyan második-harmadik generációs hordozóeszköz volt – már ha létezik a rakéták generációkba sorolása –, mivel az első generációnak a második világháborús V-2, majd a világháború után az Egyesült Államokban a Gemkapocs művelettel az országba került rakéta alkatrészek és az azokat létrehozó német rakétamérnökök segítségével, a Szovjetunióban pedig hasonló módon hadizsákmányként szerzett technikai alapokon és hadifogoly mérnökökkel folyt a V-2 alapján álló fejlesztési munka. Ezekből született amerikai oldalon a Redstone, majd Jupiter rakétacsalád, szovjet oldalon pedig az R-7.
A második generációt már az első generáció tapasztalatai alapján készült, jelentősen továbbfejlesztett hordozóeszközök jelentették, amely főként katonai céllal készültek, de megjelent a rendeletetési céljai között néhány űralkalmazás is. Az ötvenes évek közepére a szovjet rakétatechnika előretörése miatt egyre nagyobb szüksége volt az USA-nak nagy teljesítményű katonai hordozóeszközökre, így született meg egy követelményrendszer egy olyan rakétára, amely 9000–18 000 kilogramm között lett volna képes hasznos terhet Föld körüli pályára juttatni és 2700–5400 kilogrammos tömeget szökési sebességre gyorsítani. A követelményrendszert az akkortájt még hivatalosan nem is létező – az USA Hadügyminisztériumának egyik osztályaként, még név nélkül működő – ARPA ügynökség állította össze (amely még manapság is a hadsereg számára fejlesztendő új technológiákért felelős szervezet). A követelményeknek alapot adó számítások szerint a leendő rakéta első fokozatának tolóereje meg kellett haladja a 6700 kN értéket, ami messze meghaladta minden, akkoriban létező rakéta tolóerejét. Ezt a problémát úgy próbálták terv szinten áthidalni, hogy az egy rakéta(fokozat)ban mindössze egy hajtóműt alkalmazó kialakítás helyett az ún. cluster (csokorba kötött) kialakítást javasolták, azaz egy fokozatba egymás mellé több hajtóművet is szereltek volna. Ezt az elképzelést a létező legkorszerűbb harci rendeltetésű rakéták, a Jupiter hordozórakéták analógiáján Super-Jupiter, vagy Super-Juno néven kezdték el tervezni. A leendő új rakétát már ekkor – a Szputnyik első repülése előtt – műholdak pályára állítására és atomrobbanófejek hordozására is tervezték hadrendbe állítani. A műholdak felbocsátásával megjelent az űralkalmazások iránti igény, ám a cél a hadsereg számára kommunikációs és „egyéb” (akkoriban gyakran ezzel a terminológiával emlegették a szigorúan titkos kémműholdakat) űreszközök bevetése volt, az ARPA-nál szó sem esett semmiféle békés űrkutatási felhasználásról. (Később, a nukleáris és termonukleáris robbanófejek méretcsökkenése miatt a rakétát atomhordozóként már nem vették számításba.)

### Jupiter – Juno rakétasorozat
A Jupiter rakéta a rakéták törzsfejlődésének azon lépcsője volt, amikor az Egyesült Államokban először próbálták ki az ún. cluster (csokorba kötött) hajtómű kialakítást. Alapvetően a rakéta közepes hatótávolságú ballisztikus rakétának épült hadi célokra, majd aztán a Szputnyik–1 sikere után lóhalálában fejlesztett (és a civil felhasználás miatt Junóra keresztelt) verzió juttatta fel az első amerikai műholdat, az Explorer–1-et). A rakéta alapja a Wernher von Braun műhelye, a Redstone Arsenal által kifejlesztett Redstone rakéta volt, amelyet egyrészt megnyújtottak 2,4 méterrel, hogy a nagyobb tartályokba több hajtóanyag férjen, mésrészt felszereltek két további felső fokozattal, hogy az így nyert égési idővel és további tolóerővel megnöveljék a kapacitását. Ezekben az utólag szerelt felső fokozatokban alkalmazták először a cluster technológiát: a második fokozat 11 Sergeant rakétahajtóművet, a harmadik pedig három ugyanilyen hajtóművet kapott. Ezeket egy gyűrűben helyezték el és válaszfalakkal szeparálták el egymástól, illetve az egész szerkezet kapott egy külső, hengeres védőborítást.
A rakéta összesen 157 másodpercig működött, pályára állítva terhét. A felső fokozatra szerelt műszerrekeszt felpörgették a start előtt (a repülés során a stabilitását ez a pörgés biztosította). Az első fokozat iránytartásáért giroszkópos irányítórendszer felelt, amely a légerők vezérelte terelőlapokat és kis rakétafúvókákat is használt a kormányzásra (előbbieket a légkör alsóbb, utóbbiakat a felsőbb rétegeiben). A rakéta függőlegesen startolt egy sima acél startasztalról, majd az első fokozat kiégésekor 40 fokos állásszöggel érte el a fokozat leválasztást. Leválasztáskor pedig piropatronok robbantották le a felsőbb fokozatokat és négy sűrített levegős fúvóka volt felelős a vízszintesbe állásért. 247 másodpercnyi repülés után a földről érkező rádiójel választotta le az utolsó fokozatot.
Az Explorer–1-gyel kezdődő űralkalmazásokhoz még egy lépcsővel fejlettebb verzió kellett. Von Braun ezt úgy oldotta meg, hogy egy negyedik fokozattal is megtoldotta az immár Junóra átkeresztelt rakétát. Később a Jupiter/Juno mint a „gyermek Saturn” híresült el.

### C–1-től C–5-ig
A műszaki fejlődés azonban rohamtempójú volt és később, a nukleáris és termonukleáris robbanófejek méretcsökkenése miatt az óriási kapacitású rakétákat atomhordozóként már nem vették számításba. Ugyanekkor azonban a szovjetek jó (propaganda)érzékkel a rakétafejlesztéseik eredményeinek demonstrálására, azaz a fenyegetettség hangsúlyozására az űrkísérleteket választották és a Szputnyik szondákkal – és hordozórakétáikkal – világraszóló sikereket arattak, nem mellesleg pillanatnyi előnyre tettek szert a katonai csúcstechnika területén. Az USA-nak mindenáron szüksége volt egy sikeres űrstartra. Elemzők rögtön rámutattak arra a rendszerhibára, amely miatt lemaradásba kerültek: a különböző haderőnemeknél szétszórva, koordinálatlanul folyó fejlesztések nem voltak hatékonyak, helyette egy kézbe összevont koncentrált projektekkel kell(ett volna) operálni. Ekkor, erre a felismerésre alapozva alakult meg a NASA (egy szervezet, amely minden amerikai repülési és űrhajózási programot egy helyen koncentráltan képes kezelni).
De még mielőtt a NASA megalakult volna, a Hadügyminisztérium formálisan is megalapította az ARPA-t 1958. február 8-án, amely első feladatául a rakétafejlesztésekkel kapcsolatos követelmények kidolgozását és a rendelkezésre álló alternatívák összehasonlítását kapta feladatul.
Az ABMA – a hadsereg rakétaműhelye – a Super-Juno terven dolgozott éppen, az Air Force pedig a Titan-C koncepción, a haditengerészet a Vanguardon. Az ARPA végül a rakétaprogramok közül szelektálva csak a legígéretesebbeknek adott zöld utat és fejlesztési kapacitást. Az akkoriban folyó fejlesztések közül a Jupiter rakéták fejlesztése tartott a legelőrébb, ez mutatkozott egyedül megfelelőnek a 9–18 tonna közötti kiíráshoz. A kiírás alapján a Rocketdyne láthatott neki egy új rakétahajtómű, a H-1 (a későbbi Saturn I és Saturn IB hajtóművének) gyártásához.
Az ARPA azonban nem állt meg a H-1 hajtómű útra bocsátásában, amire a hadsereg bátorította, hanem kibővítve a követelményrendszert, olyan hordozóeszközök alapelveit fektette le, amelynek alkalmasnak kellett lennie űrrepülésre is. Tette ezt azért, mert szinte az első szovjet műhold felküldésével egyidejűleg a hadsereg felismerte, hogy a miniatürizálás révén nincs szüksége már az óriási tolóerejű rakétákra, ugyanakkor az USA politikai prioritásainak élére került az űralkalmazások fejlesztése. Ez az immár űrrepülésekre optimalizált fejlesztési kiírás kapta a Saturn munkanevet (egyszerűen abból a megfontolásból, ahogy a Szaturnusz (Saturn) bolygó következik a Jupiter után a sorban, úgy következik a Saturn a Jupiter után a gyártásban). A munkanév 1959 februárjában vált hivatalossá.
Az űrhivatal megalakulása után rögtön elkezdődött a lehetséges irányok kijelölése, a lehetséges űrprogramok kialakítása és a hozzájuk szükséges eszközök követelményeinek kidolgozása. A Hold elérése már ebben a kezdeti időszakban is felmerült, így a NASA le is fektette az alapokat: ez idő tájt leszállási módszernek a direkt leszállás kínálkozott, amelyhez egy gigantikus hordozórakéta szükségeltetett, amely a Novanevet kapta. Ám mivel a lehetséges űrprogramokhoz választandó megoldások és eszközök ekkor még képlékenyek voltak, további alternatívák kidolgozásával bíztak meg független hivatalokat vagy bizottságokat. Ilyen bizottság volt a Saturn Vehicle Evaluate Committee, vagy ismertebb nevén a Silverstein-bizottság, amely az ARPA Saturn koncepciójának NASA-beli felhasználásának lehetőségeivel foglalkozott. A Silverstein-bizottság vezetője, Abe Silverstein által fejlesztett hidrogén-oxigén hajtású fokozat második, vagy harmadik fokozatkénti alkalmazásával kialakított különböző hordozórakéta-variánsokat ajánlott a NASA-nak. Variációk Saturnra:
- Saturn A
  - A-1 – Saturn több-hajtóműves első fokozat, Titan második fokozat és Centaur harmadik fokozat
  - A-2 – Saturn több-hajtóműves első fokozat, Jupiter több-hajtóműves második fokozat és Centaur harmadik fokozat[10]
- Saturn B
  - B-1 – Saturn több-hajtóműves első fokozat, Titan több-hajtóműves második fokozat, S-IV harmadik fokozat és Centaur negyedik fokozat[11]
- Saturn C
  - C-1 – Saturn több-hajtóműves első fokozat, S-IV második fokozat
  - C-2 – Saturn több-hajtóműves első fokozat, S-II második fokozat és S-IV harmadik fokozat
  - C-3, C-4, és C-5 – mindegyik egy újonnan fejlesztendő, a későbbi F-1 hajtóművön alapuló első fokozat, valamint az S-II és az S-IV fokozat különböző variációján alapul[12]

Ezekből az építőkockákból hamarosan több rakéta is kibontakozott, a követelmények különböző szintjeire válaszként. A számítások szerint a C–4-es verzió két indítással képes lett volna feljuttatni egy holdi EOR koncepció eszközszükségletét, de a C–5 40 000 kg-ot is meghaladó elvi képessége még többet ígért. Ezekkel a nagyobb teljesítményű verziókkal a NASA kezelhető számú starttal tűnt képesnek nagyobb tömeg Föld körüli pályára állítására, vagy szökési sebességre gyorsításában.
A Saturn I fejlesztése eredetileg egy katonai célokra kiírt követelményrendszer kielégítésére indult, ám az űrverseny közbeszólt és végül a NASA-hoz került, és a későbbi holdrakéta fejlesztésének első tesztlépcsője lett.

### A C–1
A Silverstein Bizottság ajánlása még egy dolgot döntött el véglegesen: a korábbi koncepciókban szereplő S–V fokozatot elhagyják és a rakéta két fokozatú (S–I és S–IV) lesz. Később azonban ismét felbukkant a három fokozatú kialakítás lehetősége, sőt a szilárd hajtóanyagú meghajtás lehetősége is, ám ezeket végül elvetették. A fejlesztések végső célja a C–5 verzió, azaz a későbbi Saturn V rakéta létrehozása volt és az egész folyamatot áthatotta az az koncepció, hogy a fejlesztések lépésről lépésre, egymásra épülve történjenek és lehetőleg az egyes építőkockák (mint például egy rakétafokozat) kompatibilisek legyenek a párhuzamosan folyó műveletek során. Ennek érdekében a C–1-et színtisztán csak tesztjárműnek tekinteték, amelyben egyrészt finomíthatták a C–5 végfokozatának szánt S–IV rakétafokozatot, másrészt a sorban elkészülő Apollo űrhajó, vagy holdkomp egységek tesztindításait végezhették el vele, harmadrészt pedig által kísérletezhették ki a vadonatúj „cluster” építési technikát, amelyet a holdrakétában is alkalmazni kívántak.
A tervekben az éppen fejlesztés alatt álló komponensek közül, a jövőbeli rakéta első fokozata megkapta a vadonatúj H–1 hajtóműveket, szám szerint 8 db-ot, egy fokozatba (culsterbe) építve, amely soha nem volt 6700 kN tolóerőt teljesített, kb. 5-6 szorosára emelve a korábbi legnagyobb feljuttatható hasznos tömeg értékét. A második fokozat pedig a forradalmi hidrogén-oxigén hajtást kapta a vadonatúj RL–10 Centaut hajtóművek beépítésével, amellyel adott szerkezeti tömeg mellett sokkal nagyobb tolóerőt lehetett elérni, tovább növelve e feljuttatható hasznos tömeget.

## Felépítése
A rakéta kétfokozatú, folyékony hajtóanyagú hordozóeszköz volt, amelynek az első repülésein csak az első fokozat üzemelt (tesztcélokkal) a második fokozat csak makett volt. Az első négy repülés volt ilyen egyfokozatú – szuborbitális repülés -, majd az utolsó hat repülésen teljes kiépítésű (működőképes második fokozattal és a pályán tartást irányító műszeregységgel is felszerelt) rakéta repült. Elméletileg egy harmadik fokozat is rendelkezésre állt, ám ez csak a tervezési fázisig jutott, háromfokozatú kialakításban egyetlen startra sem került sor.
A Saturn I volt az első olyan amerikai űrrakéta, amelynél a tervezői szakítottak az "egy fokozat – egy hajtómű" építési móddal és több hajtóművet építettek az egyes fokozatokba.

### S-I fokozat
Az S-I fokozat Amerikában legelőször alkalmazott többhajtóműves rakétafokozat volt, amely kifejezetten a több darab egyetlen szerkezetbe épített hajtómű koncepciójának kipróbálására szolgált. A beépített 8 db H-1 rakétahajtómű kerozint használt üzemanyagként és cseppfolyós oxigént oxidálóanyagként. A H-1 hajtómű Wernher von Braun huntsville-i rakétaműhelyének vadonatúj fejlesztése volt, a fokozat többi része viszont a régi, szolgálatból kivont Jupiter és Redstone rakéták felhasználásával készült. A fokozat alapját a középen elhelyezett – cseppfolyós oxigént tartalmazó – Jupiter tartály alkotta, amely köré körkörösen 8 db Redstone tartályt szereltek (4 db-ot oxigéntartályként, 4 db-ot az RP–1 jelű kerozin tartályaként). Az oxigéntartályokat fehérre, a kerozintartályokat feketére festették. A tartályok alá került a 8 db hajtómű, amelyből négyet belülre, a rakéta hossztengelyére, másik négyet kívülre, a rakétatest hengerének palástjára építették. Ez utóbbi négy hajtómű fúvócsöve mozgatható volt, azaz ezekkel végezték a szerkezet kormányzását a röppályán.

### S-IV fokozat
Az S-IV fokozat a világ első hidrogén-oxigén hajtóművével szerelt rakétafokozat volt. A fejlesztést Abe Silverstein műhelyében végezték, mivel ez a műhely végezte az RL10-es Centaur rakétahajtómű, a világ első sikeres hidrogén-oxigén hajtóművének fejlesztését is. A fokozatba összesen hat Centaurt építettek, ezek mindegyikének fúvócsöve mozgatható volt. Az S-IV fokozatnál alkalmazott másik forradalmi újdonság a hajtóanyagtartályoknál alkalmazott közös válaszfal volt. Ennél az építési módnál a tartályokat közvetlenül egymás mellé építették és a tartályoknak csak egyetlen egymás felé eső fala volt, amivel összesen mintegy 10 tonnás tömegmegtakarítást értek el.

### IU (Instrument Unit)
A műszeregység a Saturn rakéta tetején helyet foglaló – az S-IV-re szerelt – henger alakú részegység, amely nem volt más, mint a fedélzeti számítógép, amely a rakéta pályán tartását végezte. Két fő részegység foglalt benne helyet, az inerciális (tehetetlenségi) navigációs rendszer, amely giroszkópok segítségével határozta meg folyamatosan a rakéta elmozdulását és a fedélzeti számítógép, amely a navigációs rendszer által szolgáltatott adatok alapján dolgozta ki a kormányparancsokat. A navigációs rendszer kalibrációját a földön végezték el egy egyszerű teodolit segítségével, az IU falába épített egyszerű ablakon át. A komputert pedig a Titan II rakétához fejlesztett IBM számítógép alapján készítették el. A Saturn rakétacsalád két fő típusának méretbeli különbségei miatt kétféle IU-t gyártottak, a kisebb átmérőjű ST-90-est és a nagyobb átmérőjű ST-124-es (előbbit használták a Saturn I, utóbbit a Saturn V sorozatnál).

### Az eredeti Saturn I adatai
| Paraméter                | S-1 – 1. fokozat | S-IV – 2. fokozat | S-V – 3. fokozat |
| ------------------------ | ---------------- | ----------------- | ---------------- |
| Magasság (m)             | 24,48            | 12,19             | 9,14             |
| Átmérő (m)               | 6,52             | 5,49              | 3,05             |
| Legnagyobb tömeg (kg)    | 432 681          | 50 576            | 15 600           |
| Üres tömeg (kg)          | 45 267           | 5217              | 1996             |
| Hajtómű                  | nyolc – H-1      | hat – RL10        | kettő – RL10     |
| Tolóerő (kN)             | 7582             | 400               | 133              |
| Működési idő (másodperc) | 288              | 410               | 425              |
| ISP (kN•s/kg)            | 2,82             | 4,02              | 4,17             |
| Égési idő (másodperc)    | 150              | 482               | 430              |
| Üzemanyag                | LOX/RP-1         | LOX/LH2           | LOX/LH2          |

- AFKP: Alacsony Föld körüli pálya.

## Saturn I felbocsátások

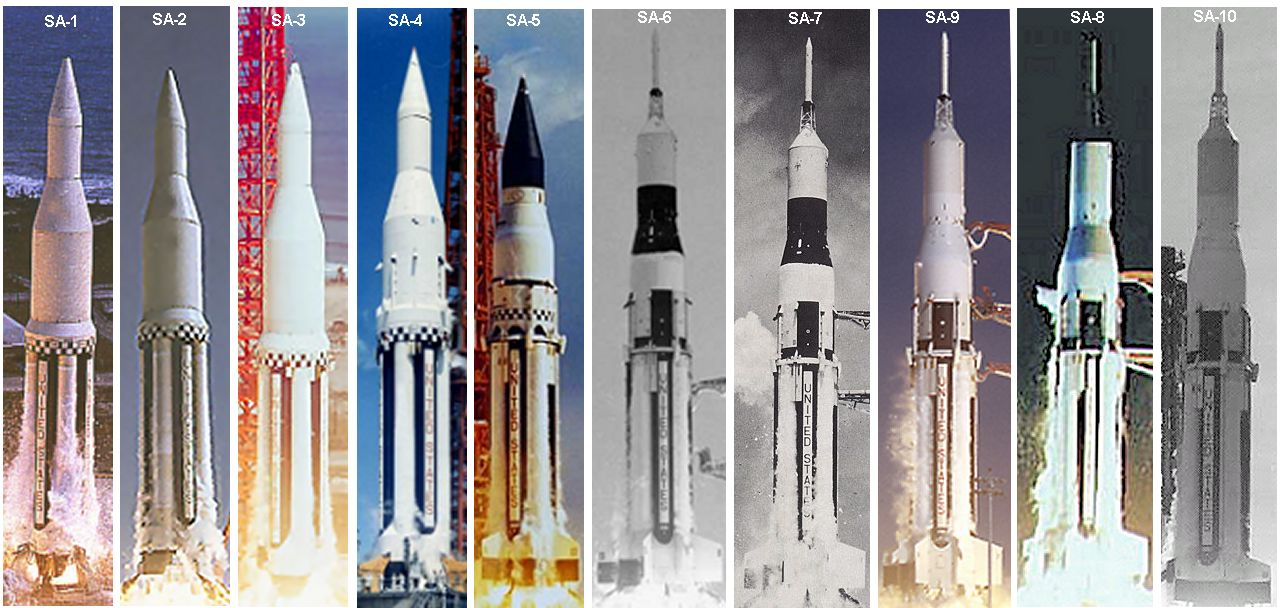
Saturn I rakétaindítások SA–1-től SA–10-ig

A Saturn I startjai kivétel nélkül az Apollo-program keretében történtek, és elsődleges céljukat tekintve egytől egyig tesztek voltak, csak az utolsó három repülés másodlagos célja volt egy-egy műhold pályára állítása. Az első három repülésen a több hajtóművet egyetlen szerkezetbe integráló "cluster-technológia" működőképességét próbálták ki, ezért csak az ezen az elven épült S-I fokozat volt éles, a második fokozat csak aerodinamikai célokat szolgáló működésképtelen makett volt. A tesztek második szakasza pedig a szintén újdonságnak számító hidrogén-oxigén hajtás kipróbálásáról szólt, ekkor már működőképes S-IV fokozatokkal indították a rakétát. A tesztek sikeresek voltak, egyetlen rakéta sem szenvedett balesetet, mindössze egyetlen alkalommal jegyeztek fel komolyabb rendellenességet az egyik H-1 hajtóművel, de minden kétfokozatú Saturn starttal sikerült orbitális pályára állni.
| Sorozatszám | Repülés | Start dátum          | Leírás |
| SA-1        | SA-1    | 1961. október 27.    | Az első szuborbitális próbarepülés. Legnagyobb magasság 398 km, leszállási távolság 136 km (a csúcsmagasságba eljutott tömeg 52 500 kg). A teszt sikeres volt. |
| SA-2        | SA-2    | 1962. április 25.    | Második szuborbitális próbarepülés. A 145 kilométeres csúcsmagasságon 86 000 kg ballasztvizet engedett ki az eszköz. A teszt sikeres volt. |
| SA-3        | SA-3    | 1962. november 16.   | Harmadik szuborbitális próbarepülés. Ismét 86 000 kg ballasztvizet engedett ki 167 km-es magasságon. A teszt sikeres volt. |
| SA-4        | SA-4    | 1963. március 28.    | Negyedik szuborbitális próbarepülés. Az S-IV második fokozat üres makett volt. Legnagyobb magasság: 129 km, leszállási távolság 400 km. A teszt sikeres volt. |
| SA-5        | SA-5    | 1964. január 29.     | Ötödik próbarepülés, egyben az első orbitális teszt, az első éles S-IV (második) fokozattal. Keringés 760 x 264 km-es pályán (pályára állított tömeg: 17 550 kg). Visszatérés a légkörbe 1966. április 30. A teszt sikeres volt.                                          |
| SA-6        | AS-101  | 1964. május 28.      | A második orbitális próbarepülés, az első Apollo űrhajó-makettel (BP-13). Keringés 204 x 179 km-es pályán (pályára állított tömeg: 17 650 kg). Visszatérés a légkörbe 1964. június 1.. A teszt sikeres volt.                                                              |
| SA-7        | AS-102  | 1964. szeptember 18. | A harmadik orbitális próbarepülés, a második Apollo űrhajó-makettel (BP-15) Keringés 203 x 178 km-es pályán (pályára állított tömeg: 16 700 kg). Visszatérés a légkörbe 1964. szeptember 22..                                                                             |
| SA-9        | AS-103  | 1965. február 16.    | A harmadik Apollo-makett (BP-26) felbocsátása, valamint a Pegazus műholdprogram keretében az első mikrometeorit vizsgáló műhold repülése. Keringés 523 x 430 km-es pályán. A Pegazus-1 légkörbelépése 1978. szeptember 17., az Apollo-maketté 1985. július 10-én történt. |
| SA-8        | AS-104  | 1965. május 25.      | A második Pegasus mikrometeorit műhold és a BP-16 jelű Apollo-makett felbocsátása. Keringés 594 x 467 km-es pályán. A Pegasus visszatérése 1979. november 3-án, az Apollo-maketté 1989. július 8-án történt.                                                              |
| SA-10       | AS-105  | 1965. július 30.     | A harmadik Pegazus mikrometeorit műhold és a BP-9A Apollo-makett felbocsátása. Keringés 567 x 535 km-es pályán. A Pegasus visszatérése 1969. augusztus 4., az Apollo-maketté 1975. november 22-én történt.                                                                |

## Lásd még
- Saturn IB
- Saturn V